# Noël Dejonckheere
Pour les articles homonymes, voir Dejonckheere.
Noël Dejonckheere, né le 23 avril 1955 à Lendelede et mort le 29 décembre 2022 à Iseghem, est un coureur cycliste belge.

## Biographie
Noël Dejonckheere est champion du monde de la course aux points amateurs en 1978. Il devient coureur professionnel l'année suivante et le reste jusqu'en 1988. Le coureur belge fait l'essentiel de sa carrière au sein de l'équipe espagnole Teka et glane la plupart de ses succès en Espagne, dont six étapes du Tour d'Espagne. À partir de 1989, il est dirigeant d'équipes cyclistes. Il est notamment directeur sportif des équipes américaines 7 Eleven (1989-1990) puis Motorola (1991-1996). Il est ensuite employé par USA Cycling pour diriger l'équipe nationale espoirs américaine. Il quitte cette fonction en 2010 pour intégrer l'encadrement de l'équipe BMC Racing. Il y gère notamment la logistique de l'équipe en Europe,,.

## Palmarès sur route
- 1976
  - Moline Criterium

- 1978
  - 5e et 8e étapes de la Coors Classic

- 1979
  - 2eb étape du Tour méditerranéen
  - 1re, 2e, 4e, 5e et 6e étape du Tour de la région de Valence
  - Costa del Azahar :
    - Classement général
    - 1re et 3e étape

  - 1re et 2ea étapes du Tour de Cantabrie
  - 10e et 11e étapes du Tour d'Espagne
  - 5ea étape du Tour d'Allemagne
  - 2e étape des Trois Jours de Leganés

- 1980
  - 2e et 4e étapes du Tour d'Andalousie
  - 4e étape du Tour méditerranéen
  - 2e et 5e étapes du Tour des Trois provinces
  - 3e étape de Paris-Nice
  - 5e étape du Tour d'Aragon
  - 3e étape du Tour de Majorque

- 1981
  - Trophée Luis Puig
  - 2e et 5e étapes du Tour des Trois provinces
  - 1re et 2e étapes du Tour de Castille
  - 1re étape du Tour de La Rioja
  - Grand Prix Raf Jonckheere
  - 3e du Omloop van de Westkust

- 1982
  - 7eb étape du Tour d'Allemagne
  - 3ea étape de la Ruota d'Oro
  - 2e de Milan-Turin

- 1983
  - 1re et 3e étapes du Tour d'Andalousie
  - Trophée Luis Puig
  - Costa del Azahar :
    - Classement général
    - 1re étape

  - 12e étape du Tour d'Espagne
  - 2e et 3e étapes du Tour de Castille
  - 2eb étape du Tour de Cantabrie
  - 3eb étape du Tour de Catalogne
  - 8e de Milan-San Remo

- 1984
  - 5ea étape du Tour d'Andalousie
  - Trophée Luis Puig
  - 2ea étape du Tour de la Communauté valencienne
  - Tour du Limbourg
  - 3e étape de Paris-Nice
  - 1re, 4e et 19e étapes du Tour d'Espagne
  - 8e de Milan-San Remo

- 1985
  - 2e étape du Tour de Castille-et-León
  - Mémorial Rodríguez Inguanzo
  - 1re et 5e étapes du Tour de Cantabrie
  - 2e et 3e étapes du Tour d'Aragon
  - 2e étape du Tour de Galice
  - 1re et 2ea étapes du Tour de Burgos
  - Trofeo Masferrer

- 1986
  - 2e du Trofeo Masferrer

- 1987
  - 2e étape du Tour d'Andalousie
  - 1reb et 4e étapes du Tour de Murcie

- 1988
  - 1re étape du Tour d'Andalousie

## Résultats sur les grands tours

### Tour de France
2 participations :
- 1981 : hors-délai (15e étape)
- 1984 : abandon (17e étape).

### Tour d'Espagne
5 participations :
- 1979 : 63e, vainqueur des 10e et 11e étapes
- 1983 : abandon (14e étape), vainqueur de la 12e étape
- 1984 : 74e, vainqueur des 1re, 4e et 19e étapes
- 1985 : 94e
- 1988 : hors délais (7e étape)

### Tour d'Italie
1 participation :
- 1982 : 100e.

## Palmarès sur piste

### Championnats du monde amateurs
- Munich 1978
  -  Champion du monde de course aux points amateurs

### Six jours
- 1982
  - 3e des Six jours de Madrid

### Championnats de Belgique
- 1973
  -  Champion de Belgique de course aux points juniors